# 이노우에 마사나리
이노우에 마사나리(일본어: 井上正就, 1577년 ~ 1628년 9월 7일)는 아즈치모모야마 시대부터 에도 시대 전기까지의 무장, 다이묘이다. 도토미 요코스카번 초대 번주를 지냈다. 에도 막부에선 노중을 맡았다. 하마마쓰번 이노우에가 시조.
도쿠가와씨의 가신 이노우에 기요히데의 삼남으로 도토미국에서 태어났다. 어머니는 도쿠가와 히데타다의 유모로서 마사나리는 어릴때부터 히데타다의 측근으로 지냈다.

## 같이 보기
- 이노우에 마사시게 - 마사나리의 동생

| 전임 마쓰다이라 시게타다 | 제1대 요코스카번 번주 (이노우에가) 1622년 ~ 1628년 | 후임 이노우에 마사토시 |